# 大覚寺古墳群
大覚寺古墳群（だいかくじこふんぐん）は、京都府京都市右京区嵯峨大覚寺門前登リ町・嵯峨大沢柳井手町・嵯峨大覚寺門前堂ノ前町にある古墳群。2基が宮内庁により陵墓参考地に治定されている。

## 概要
京都盆地（山城盆地）西部の有栖川扇状地に築造された古墳群である。円墳3基（1・3・4号墳）・方墳1基（2号墳）の古墳4基から構成される。いずれも発掘調査が実施されている。
古墳群のうち最大規模の古墳は1号墳（円山古墳）で、直径50メートルの大型円墳である。埋葬施設は全長14.7メートルにおよぶ大型の両袖式横穴式石室であり（現在は閉塞）、石室内からは竜山石製の組合式家形石棺2基のほか、装飾付大刀・耳環・馬具・須恵器・土師器などの副葬品が出土している。2号墳（入道塚古墳）・3号墳（南天塚古墳）・4号墳（狐塚古墳）は中規模の円墳または方墳で、いずれも埋葬施設は両袖式横穴式石室である。2・3号墳の石室内では、竜山石製の家形石棺片や装飾付須恵器が出土しており、特に3号墳では新羅土器が出土した点で注目される。
築造時期は、古墳時代後期-終末期の6世紀後半-7世紀前半頃と推定され、1号墳（円山古墳）→3号墳（南天塚古墳）→4号墳（狐塚古墳）・2号墳（入道塚古墳）の築造順と見られる。嵯峨野地域では代表的な後期古墳群の1つであり、蛇塚古墳などの周辺の古墳と合わせて、古代の太秦・嵯峨野地域を考察するうえで重要視される古墳群になる。

## 遺跡歴
- 1899年（明治32年）、宮内省（現・宮内庁）により1・2号墳が陵墓参考地に治定[2]。
- 1951年（昭和26年）、1号墳の石室発掘調査（小林行雄ら、2001年に報告）[3]。
- 1958年（昭和33年）、2号墳の石室発掘調査（小林行雄ら、2001年に報告）[3]。
- 1970年（昭和45年）、4号墳の墳丘測量・石室実測調査（京都大学考古学研究室、1971年に報告）。
- 1975年（昭和50年）、京都府立北嵯峨高等学校建設に伴う1・2・3号墳の発掘調査（京都府教育委員会、1976年に報告）。
- 2014年-2016年・2018年度（平成26-28・30年度）、4号墳の墳丘測量・発掘調査（龍谷大学文学部考古学研究室、2016・2017・2018・2020年に報告）。
- 2020年度（令和2年度）、4号墳の周辺試掘調査（京都市文化財保護課、2022年に報告）[4]。

## 一覧
| 古墳名               | 形状 | 規模    | 埋葬施設                                     | 石室規模   | 出土品                                     | 築造時期       | 備考 |
| -------------------- | ---- | ------- | -------------------------------------------- | ---------- | ------------------------------------------ | -------------- | --- |
| 1号墳 （円山古墳）   | 円墳 | 直径50m | 両袖式横穴式石室 （内部に組合式家形石棺2基） | 14.7m      | 装飾付大刀・耳環・馬具・須恵器・土師器     | 6世紀後半      | 宮内庁治定「円山陵墓参考地」 1951年石室発掘調査 1975年周濠発掘調査                                            |
| 2号墳 （入道塚古墳） | 方墳 | 25m×30m | 両袖式横穴式石室 （内部に組合式家形石棺）    | 推定11m    | 須恵器（装飾付須恵器含む）                 | 7世紀初頭-前半 | 宮内庁治定「入道塚陵墓参考地」 1958年石室発掘調査 1975年周濠発掘調査                                          |
| 3号墳 （南天塚古墳） | 円墳 |         | 両袖式横穴式石室 （内部に組合式家形石棺）    | 残存長8.1m | 金環・須恵器（装飾付須恵器含む）・新羅土器 | 6世紀後半-末   | 現在は埋没 1975年発掘調査                                                                                     |
| 4号墳 （狐塚古墳）   | 円墳 | 直径28m | 両袖式横穴式石室                             | 残存長6.8m | 須恵器                                     | 7世紀初頭-前半 | 1970年墳丘測量・石室実測調査（第1次調査） 2014-2018年度墳丘測量・発掘調査（第2-5次調査） 2020年度周辺試掘調査 |

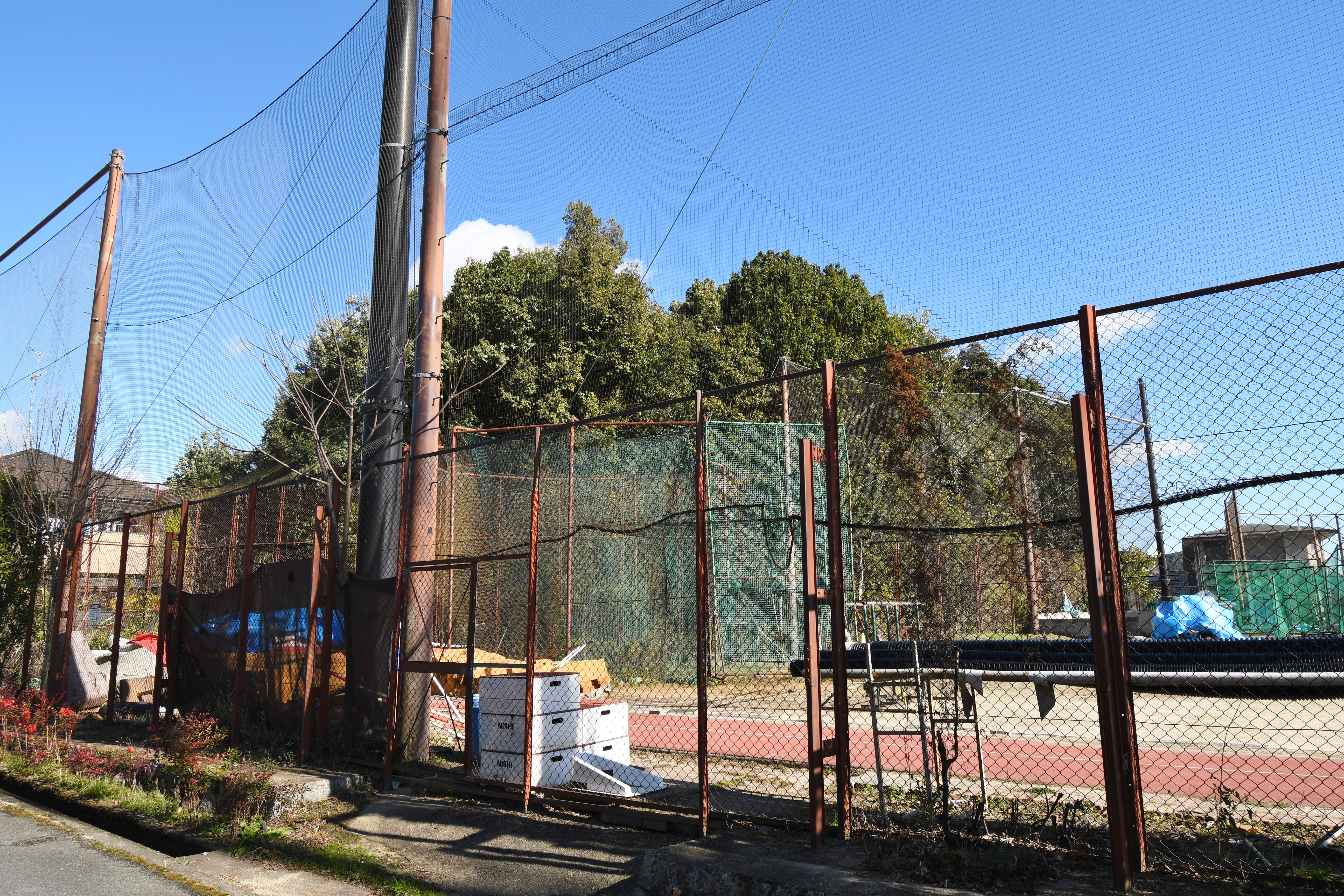
1号墳（円山古墳、円山陵墓参考地）
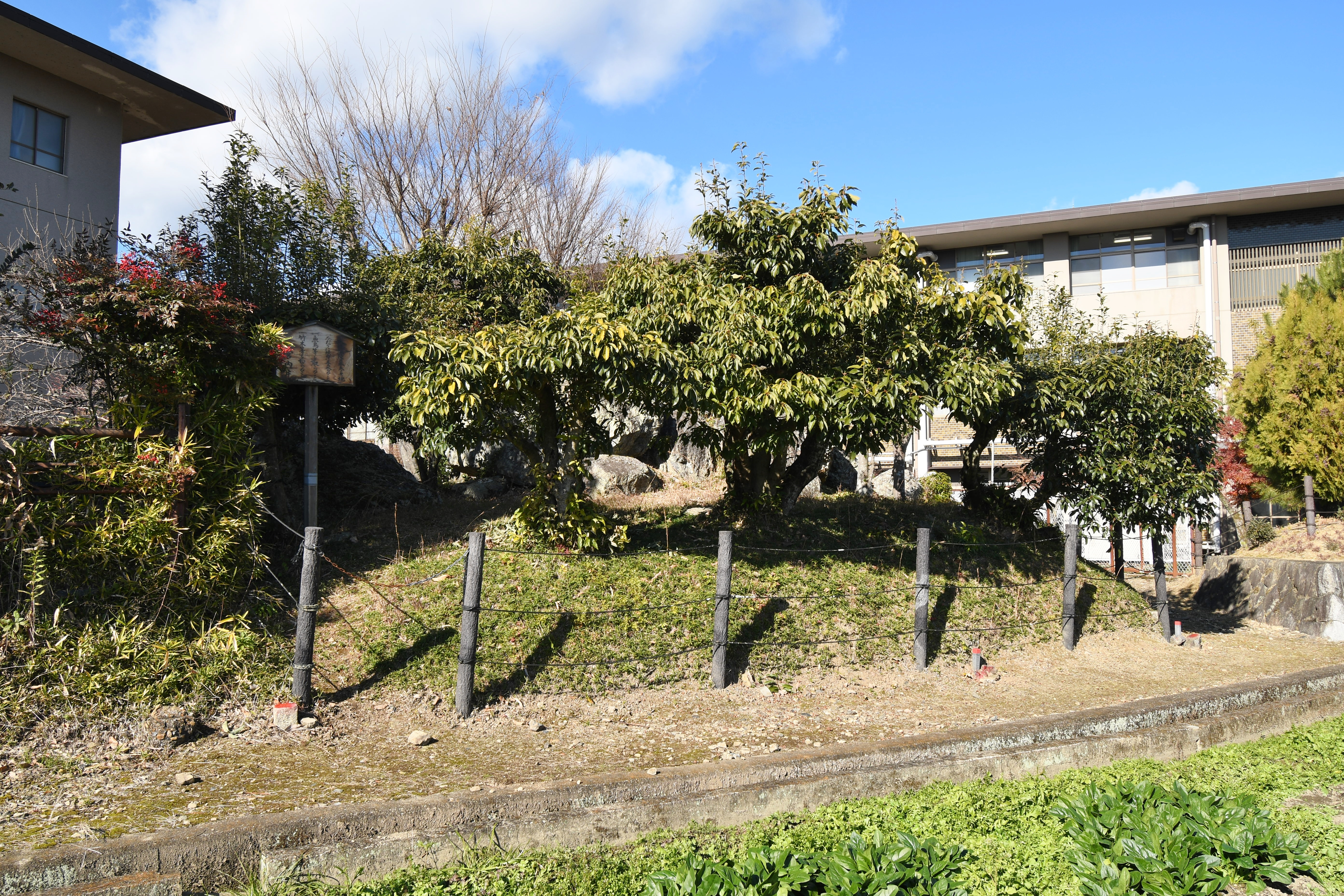
2号墳（入道塚古墳、入道塚陵墓参考地）
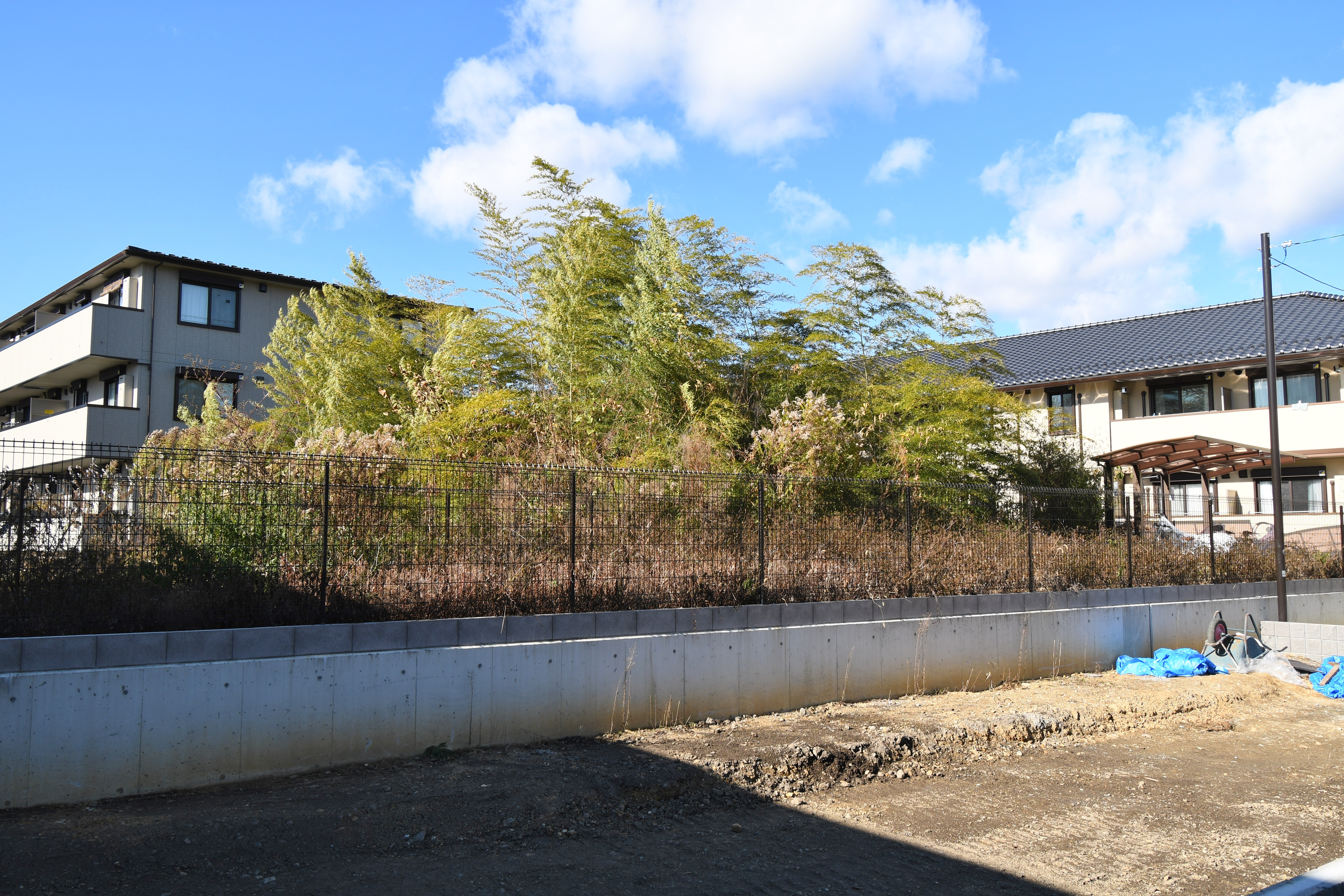
4号墳（狐塚古墳）
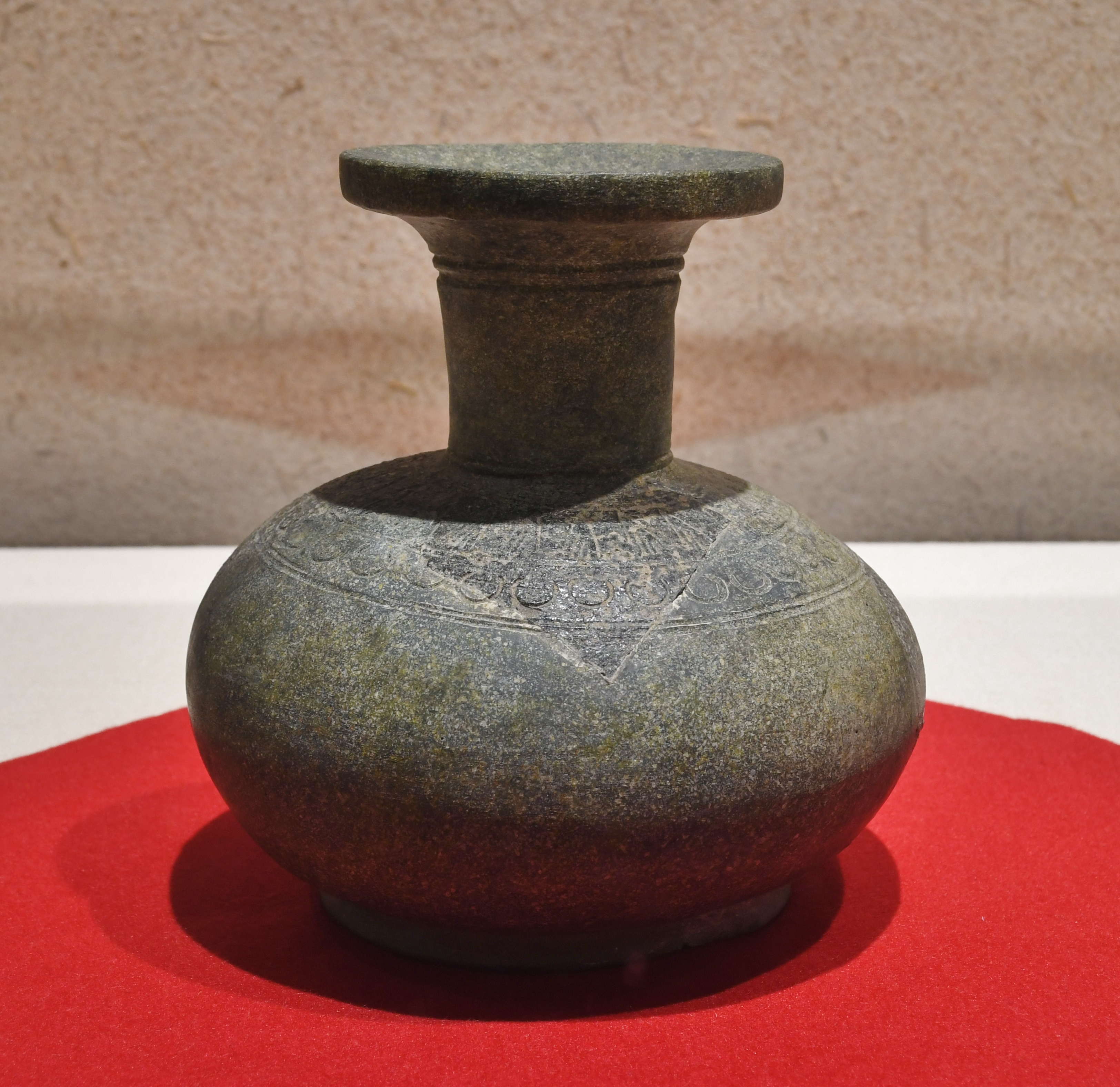
3号墳（南天塚古墳）出土 新羅土器 壺 京都市考古資料館企画展示時に撮影。

## 関連文献
（記事執筆に使用していない関連文献）
- 京都大学考古学研究会 編「各古墳の概要 > 丸山古墳、入道塚古墳、狐塚古墳」『嵯峨野の古墳時代 -御堂ヶ池群集墳発掘調査報告-』京大考古学研究会出版事務局、1971年。
- 京都市 編「古墳時代 > 右京区」『史料京都の歴史』 第2巻 考古、平凡社、1983年。